# Lichtbeuk

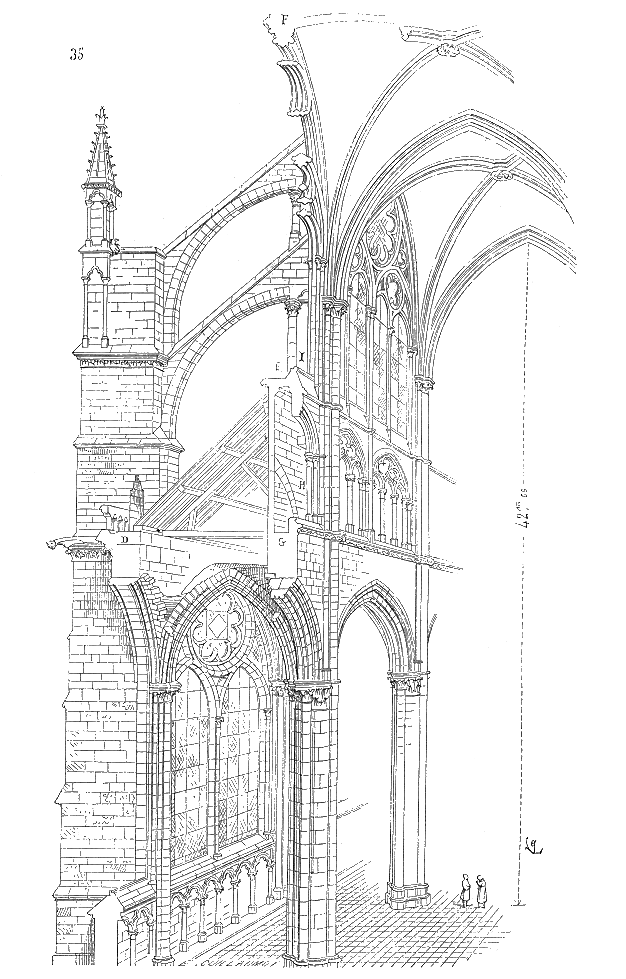
Doorsnede van de kathedraal van Amiens met onderaan de arcaden, halverwege het triforium en daarboven de lichtbeuk en het gewelf

Een lichtbeuk (Lat. clerestorium) is het van een reeks vensters voorziene bovenste gedeelte van het middenschip van een meerbeukige kerk. Door deze rij vensters valt het licht, dat het schip verlicht. In een hallenkerk waar het middenschip even hoog is als de zijbeuken, ontbreekt de lichtbeuk.
In romaanse kerken waren de lichtbeuken vaak laag en hadden kleine vensters. In de gotiek rezen ze juist vaak hoog op, zoals in de kathedraal van Beauvais.

## Galerij

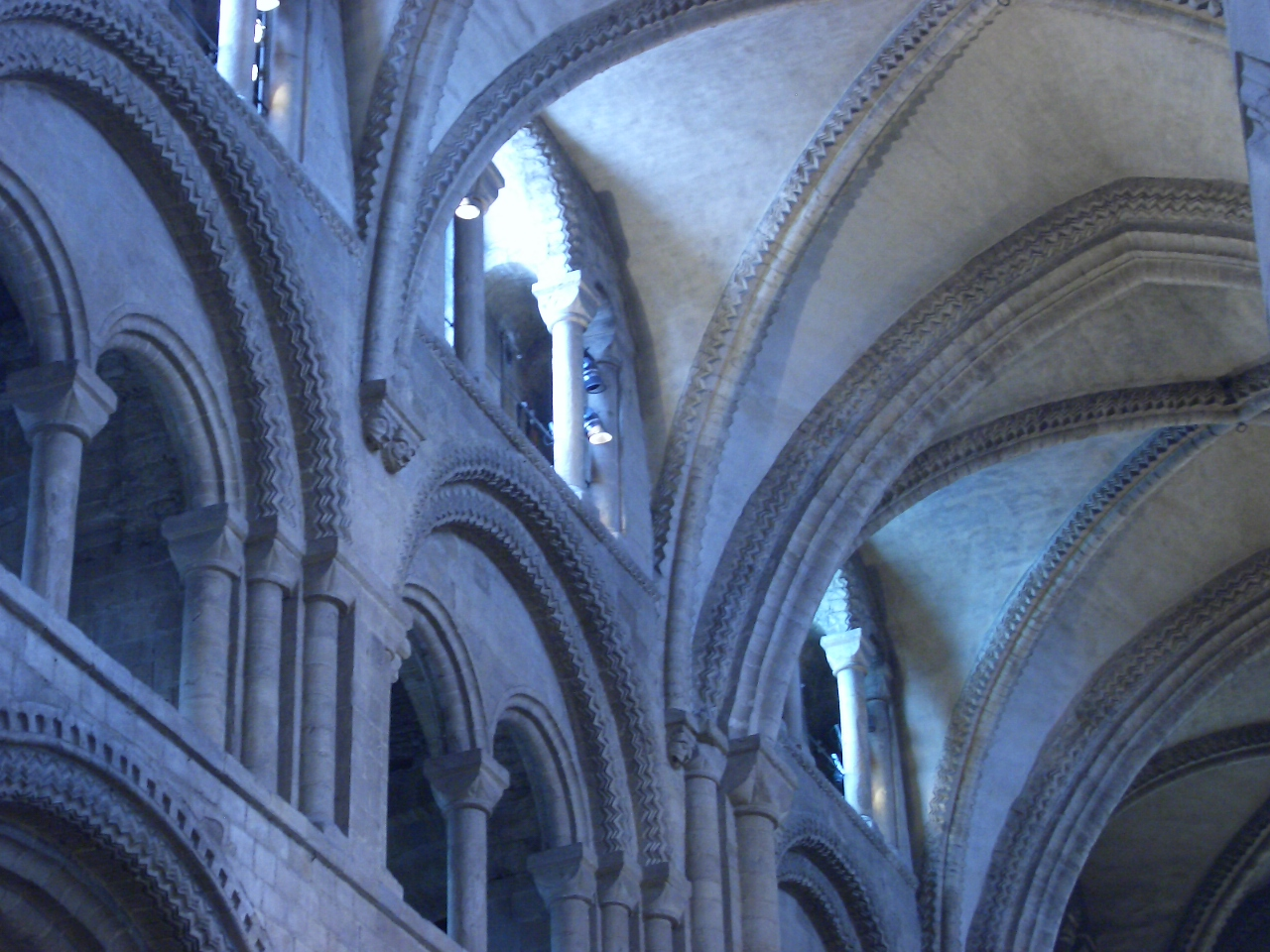
Zicht naar het gewelf van de kathedraal van Durham met onderaan de romaanse boog, daarboven de arcaden met het triforium en daarboven de lichtbeuken
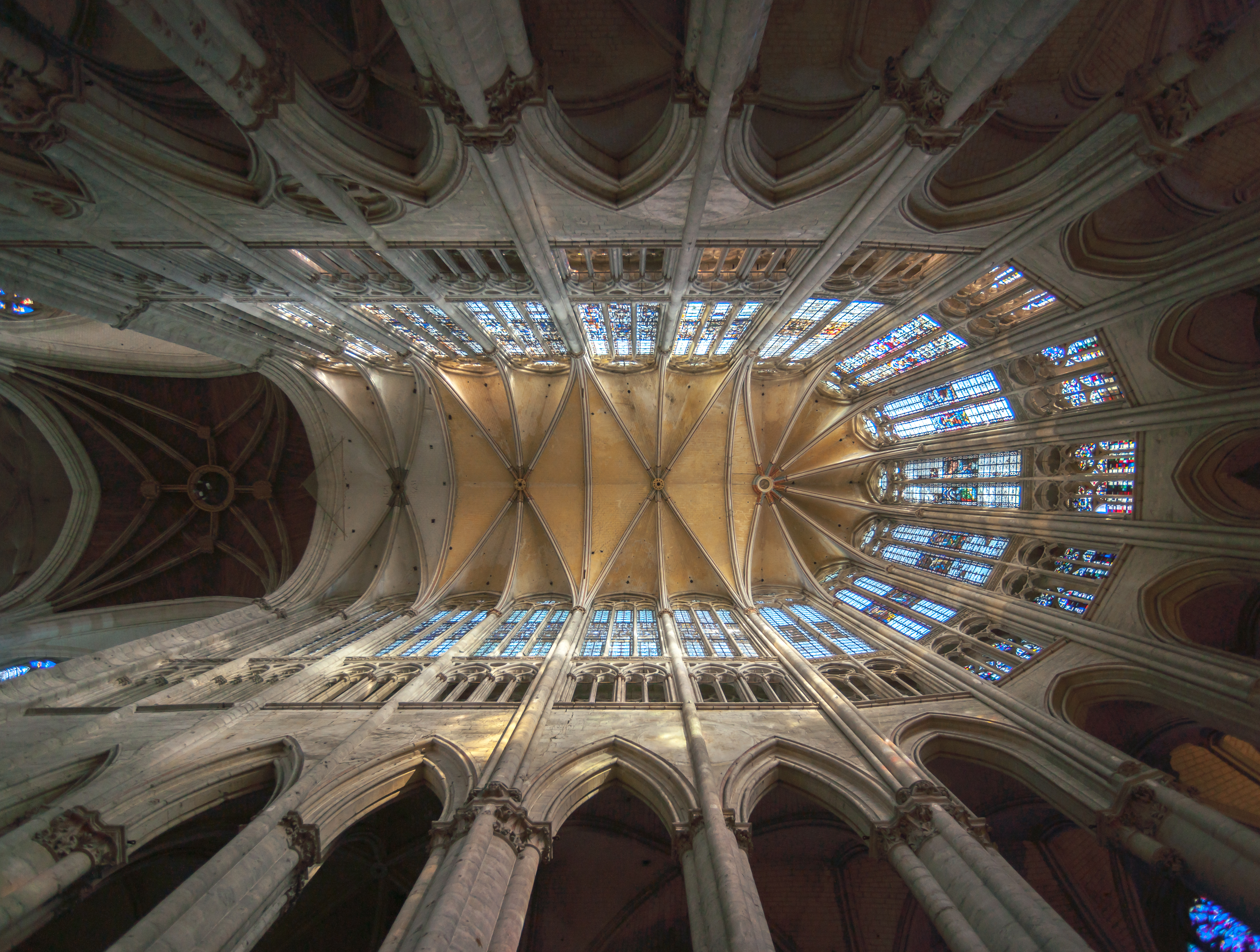
Zicht op het gewelf van de gotische kathedraal van Beauvais met grote, hoge ramen in de lichtbeuken
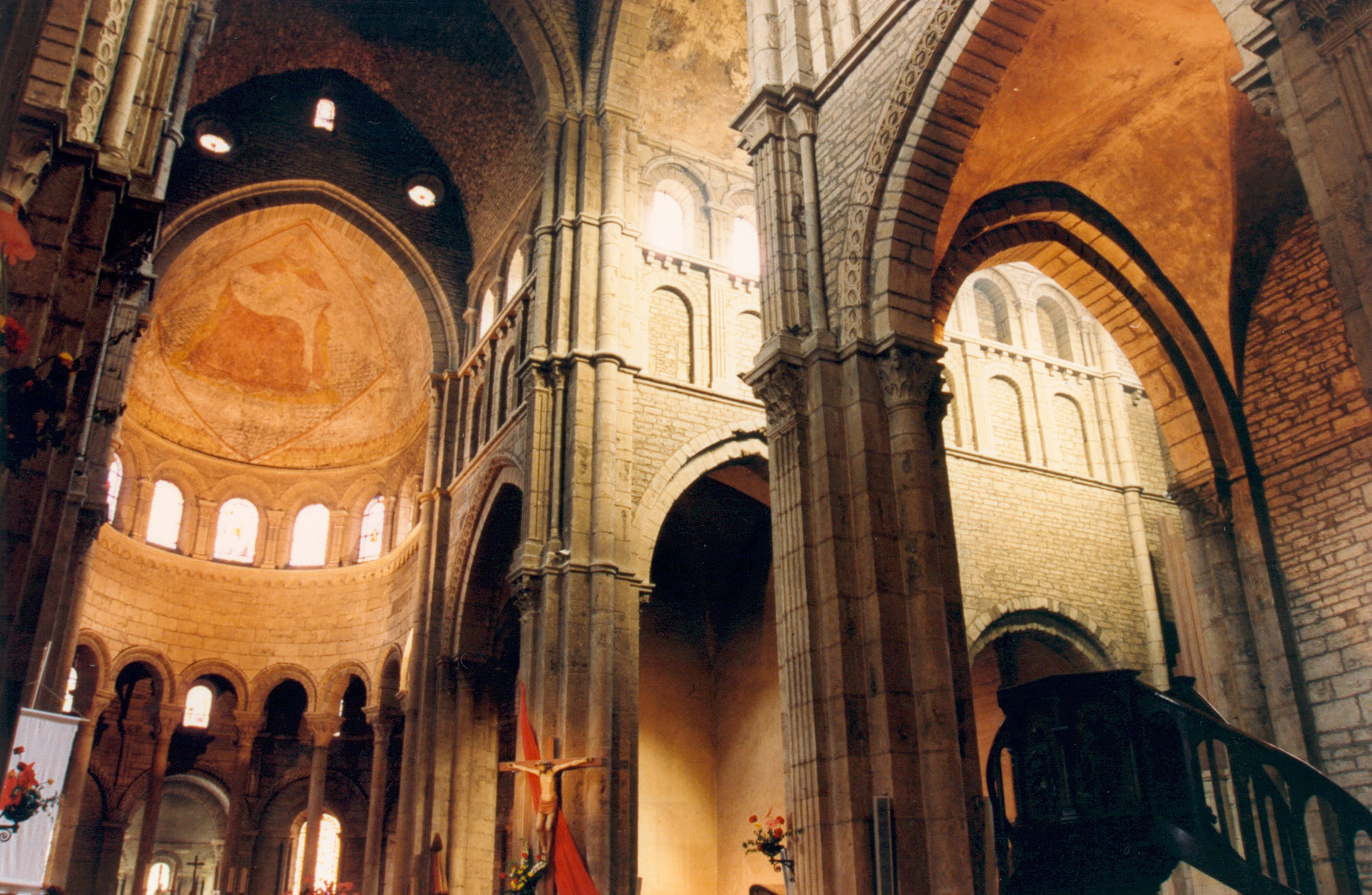
Zicht op het gewelf van de romaanse kerk in Paray-le-Monial, waar kleine ramen in de lichtbeuken aanwezig zijn
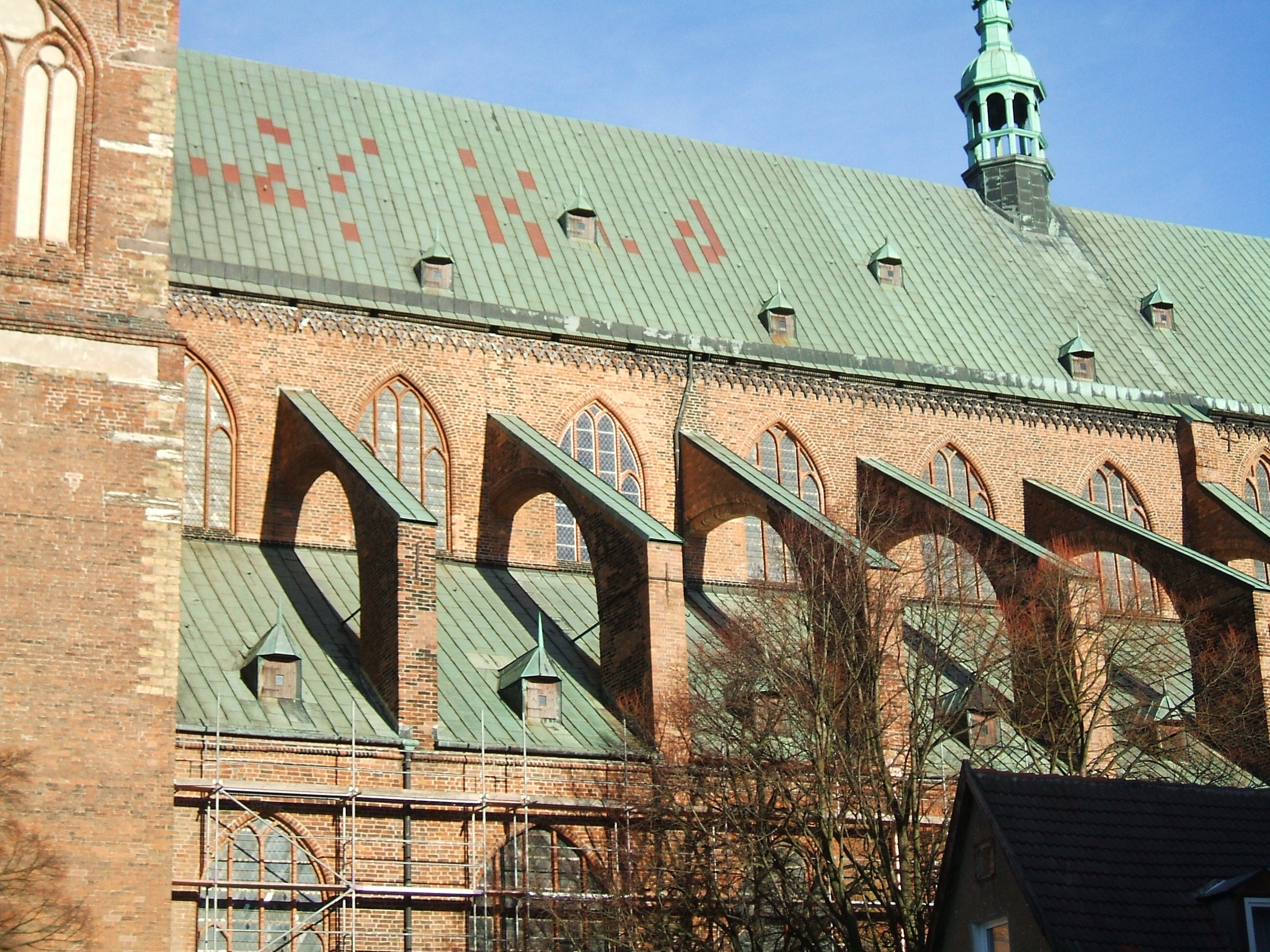
Stralsund, St Nikolai